# Ondřej Pukl

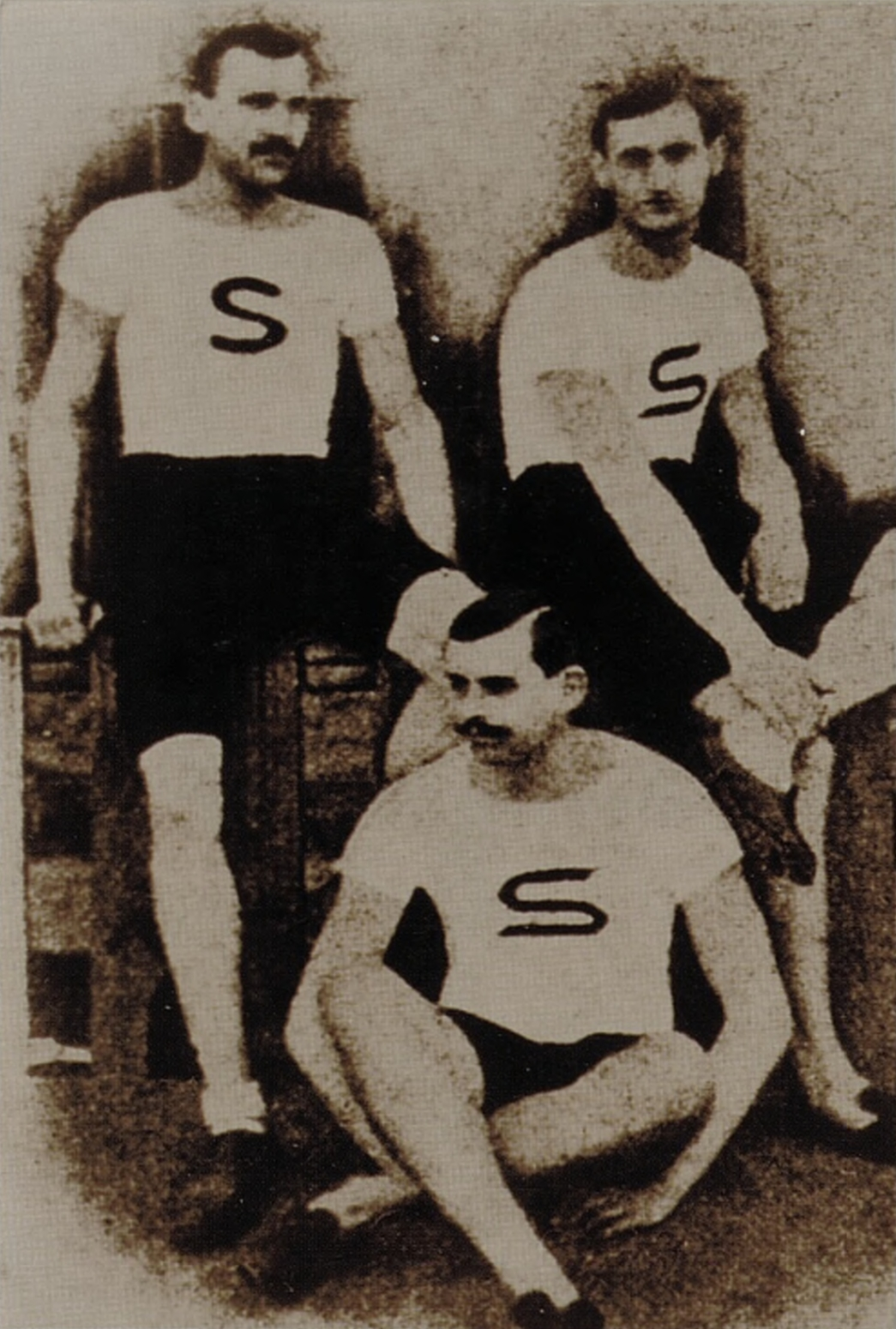
Čeští atleti na LOH 1900, Pukl zcela vpravo

Ondřej Pukl (28. květen 1876 Křeničná – 9. únor 1936 Praha) byl český chemik a atlet.
Byl členem klubů AC Praha 1890 a poté Sparta Praha. V roce 1904 přišel do Přerova. Zde pracoval jako chemik lučebních závodů.
V Přerově stál u zrodu atletického oddílu a atletických závodů.
Na Letních olympijských hrách 1900 závodil běhu na 800 a 1500 metrů.